# Ljiljana Buttler
Ljiljana Buttler, nata Petrović, (Belgrado, 14 dicembre 1944 – Düsseldorf, 26 aprile 2010) è stata una cantante serba di etnia rom, nota come The Mother of Gypsy Soul.

## Biografia
Buttler è nata come Ljiljana Petrović il 14 dicembre 1944 a Belgrado, Regno di Jugoslavia durante la seconda guerra mondiale. Suo padre era un fisarmonicista rom della Serbia, mentre sua madre era una cantante croata di Zagabria. Suo padre lasciò la famiglia poco dopo la nascita di sua figlia. Petrović si trasferì nella città di Bijeljina, in Bosnia ed Erzegovina, dove sua madre si esibiva nei pub. Da adolescente ha iniziato a cantare, è quindi tornata a Belgrado dove si è stabilita nel quartiere bohémien di Skadarlija.
Negli anni '70 è entrata in Jugoslavia come cantante e ha pubblicato diversi album di successo. Durante gli anni '80 la sua carriera ha rallentato. Nel 1989, a causa di disordini politici, si trasferisce a Düsseldorf, in Germania.
Il produttore musicale bosniaco con sede ad Amsterdam Dragi Šestić iniziò poco dopo il 2000 una ricerca per la cantante "scomparsa". La ritrova nel 2001 e la convince a realizzare un nuovo album per la sua Snail Records nel 2002 assieme alla band bosniaca Mostar Sevdah Reunion, The Mother Of Gypsy Soul. Nel 2005 è stato pubblicato The Legends of Life. Questo gruppo ha dato dal 2003 serie di concerti, in particolare in Europa. La musica del gruppo è un mix di musica gitana e balcanica, jazz e sevdah. Il suo ultimo album, Frozen Roses, è stato pubblicato nel 2009.
Buttler è morta di cancro il 26 aprile 2010, a 65 anni, a Düsseldorf, dove viveva dal 1987.

## Premi
- "Davorin" Bosnian Music Awards : il miglior album etnico dell'anno 2003 (The Mother of Gypsy Soul)

## Discografia
- Djelem, Djelem Daje con Ansambl Zorana Pejkoviča (1981) RTV Lubiana LD 0720
- Pevam Do Zore - Zabavljam Druge con Orkestar Dragana Kneževica (1983) RTV Lubiana LD 0868
- Ljiljana Petrović con Orkestar Dušana Mitrovica-Nivoda (1984) RTV Lubiana LD 1242
- con Mostar Sevdah Reunion: The Mother of Gypsy Soul (2002) Snail Records
- con Mostar Sevdah Reunion: The Legends of Life (2005) Snail Records
- Frozen Roses (2009) Snail Records

## Cinema
- Sevdah - the Bridge that Survived - di Mira Erdevički 2005